# Freiherr-vom-Stein-Allee (Weimar)

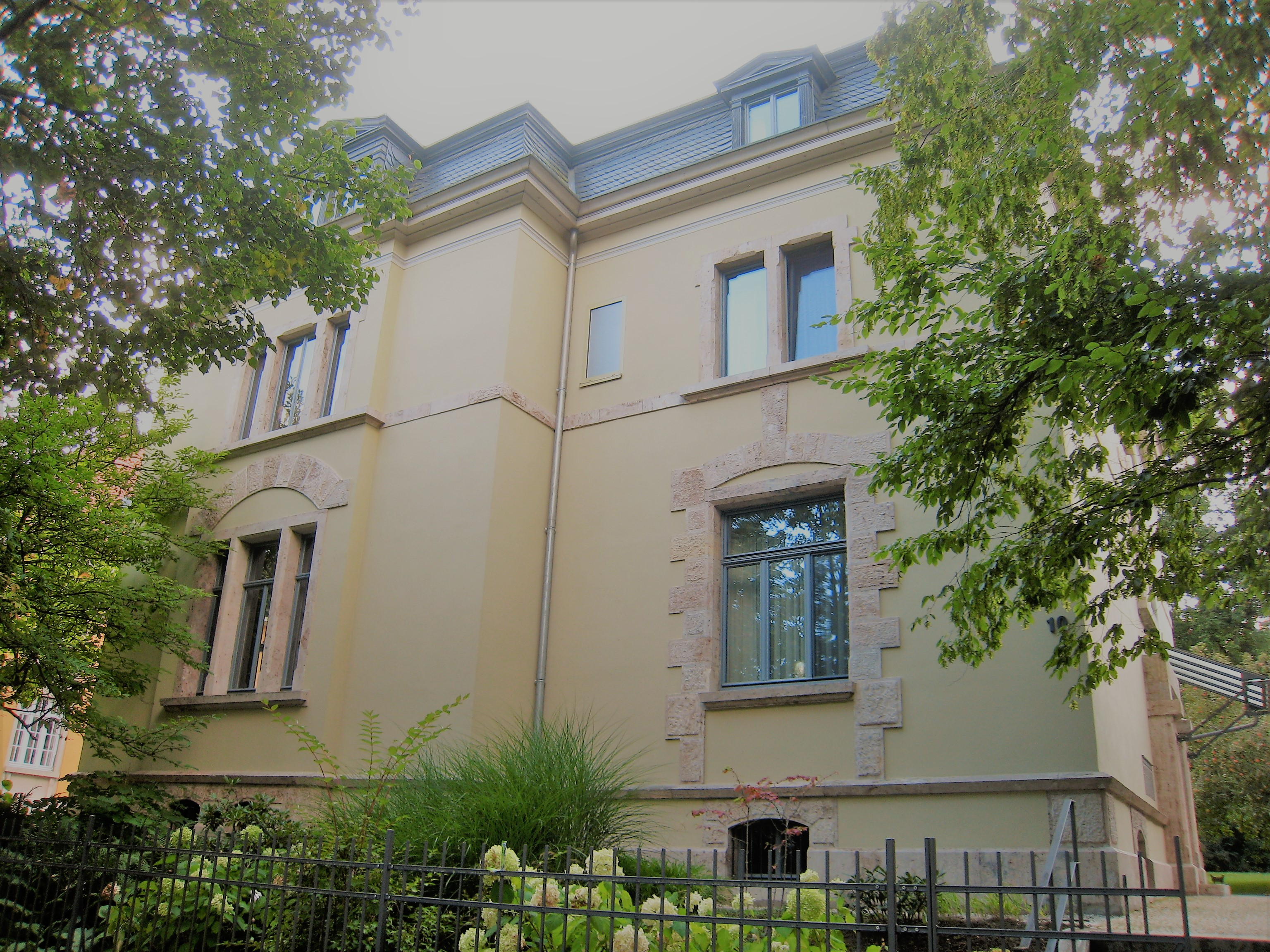
Freiherr-vom-Stein-Allee 10

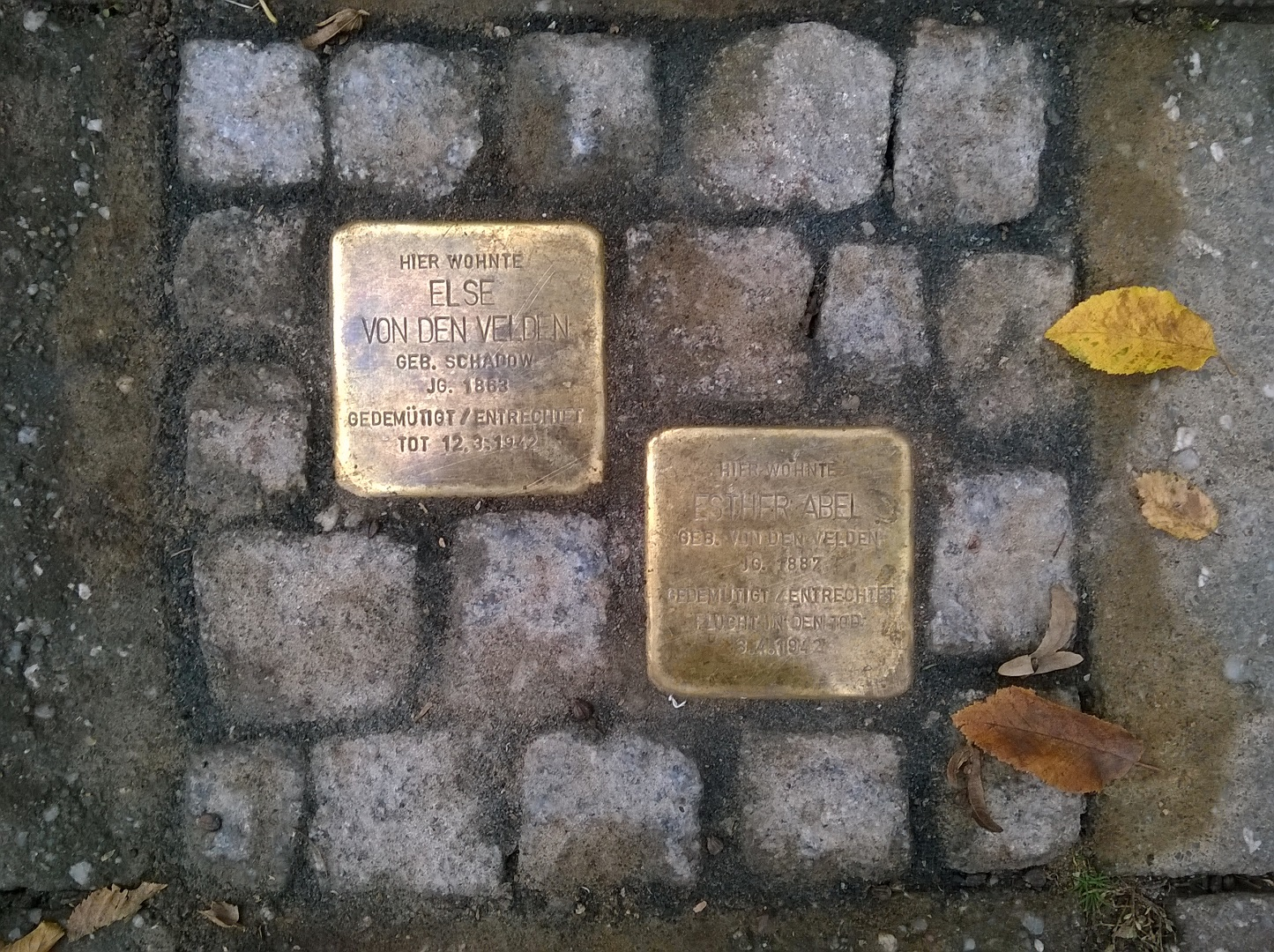
Stolpersteine Freiherr-vom-Stein-Allee 10

Im Bereich der Südstadt Weimars befindet sich die nach dem preußischen Staatsmann und Reformer Heinrich Friedrich Karl vom und zum Stein benannte Freiherr-vom-Stein-Allee.
Die Anliegerstraße beginnt an der Berkaer Straße und endet nach geradlinigem Verlauf an der Max-Liebermann-Straße nahe der einstigen Falkenburg. Eine der Straßen, die sie kreuzt, ist die Ludwig-Feuerbach-Straße. Die Straße hat seit dem 10. Februar 1952 diesen Namen und hieß davor seit 1892 Carl-Alexander-Allee, benannt nach dem Großherzog Carl-Alexander von Sachsen-Weimar-Eisenach (1818–1901).
Der Bereich-Freiherr vom-Stein-Allee steht mit den Nummern 1 – 26, 28, 30, 32, 34 auf der Liste der Kulturdenkmale in Weimar (Sachgesamtheiten und Ensembles). Das sind Wohnhäuser bzw. Villen. Die Nummer 34 ist die „Villa Tusculum“. Auf der Liste der Kulturdenkmale der Südlichen Stadterweiterung in Weimar stehen die unter den Nummern 1–26 verzeichneten Wohngebäude einzeln aufgelistet. 
In der Freiherr-vom-Stein-Allee 10 sind Stolpersteine für Else von der Velden und Ester Abel, geb. von der Velden in den Fußweg eingelassen, der auf der Liste der Stolpersteine in Weimar verzeichnet ist. Die Schriftstellerin Gabriele Reuter hatte in Weimar mehrere Wohnsitze. Zwei davon waren die Leibnizallee 4 und die Freiherr-vom-Stein-Allee 5. An dem Letzteren befindet sich für sie eine Gedenktafel.

## Häuser in der Freiherr-vom-Stein-Allee (Auswahl)
- Freiherr-vom-Stein-Allee 1 (Weimar)
- Freiherr-vom-Stein-Allee 2 (Weimar)
- Freiherr-vom-Stein-Allee 3 (Weimar)
- Freiherr-vom-Stein-Allee 5 (Weimar)
- Freiherr-vom-Stein-Allee 7 (Weimar)
- Freiherr-vom-Stein-Allee 10 (Weimar)
- Freiherr-vom-Stein-Allee 11 (Weimar)
- Freiherr-vom-Stein-Allee 12 (Weimar)
- Freiherr-vom-Stein-Allee 14 (Weimar)
- Freiherr-vom-Stein-Allee 18 (Weimar)